# Fi Serpentis
Fi Serpentis (φ Serpentis, förkortat Fi Ser, φ Ser) som är stjärnans Bayerbeteckning, är en ensam stjärna belägen i den mellersta delen av stjärnbilden Ormen, i den del som representerar ”ormens huvud” (Serpens Caput). Den har en skenbar magnitud på 5,55 och är synlig för blotta ögat där ljusföroreningar ej förekommer. Baserat på parallaxmätning inom Hipparcosuppdraget på ca 13,5 mas, beräknas den befinna sig på ett avstånd på ca 241 ljusår (ca 74 parsek) från solen.

## Egenskaper
Fi Serpentis är orange till röd underjättestjärna av spektralklass K1 IV. Den har en massa som är omkring 20 procent större än solens massa, en radie som är ca 4,2 gånger större än solens och utsänder från dess fotosfär ca 42 gånger mera energi än solen vid en effektiv temperatur på ca 4 500 K.